# 古川勝久
古川 勝久（ふるかわ かつひさ、1966年 - ）は、日本の国際政治学者。国連安全保障理事会・北朝鮮制裁委員会専門家パネル元委員。

## 来歴
慶應義塾大学経済学部卒業後、日本鋼管勤務や平成維新の会への参加を経て、ハーバード大学ケネディ政治行政大学院に進学し修士号取得する。その後アメリカンエンタープライズ研究所アジア研究部勤務、米国外交問題評議会アジア安全保障部研究員、モントレー国際問題研究所研究員、科学技術振興機構社会技術研究開発センター主任研究員等を歴任。

## 人物
北朝鮮研究に従事し、国連安全保障理事会・北朝鮮制裁委員会専門家パネル元委員を歴任。その後、北朝鮮問題の専門家として論壇での活動を開始した。1999年読売論壇新人賞優秀賞受賞、2000年第16回佐藤栄作賞優秀賞受賞。

## 著作
- 『北朝鮮　核の資金源―「国連捜査」秘録―』（新潮社）